# Aloe bakeri x variegata 'Lysa'
Aloe bakeri x variegata 'Lysa' é uma espécie de liliopsida do gênero Aloe, pertencente à família Asphodelaceae.